# Liste der Monuments historiques in Neuville-en-Avesnois
Die Liste der Monuments historiques in Neuville-en-Avesnois führt die Monuments historiques in der französischen Gemeinde Neuville-en-Avesnois auf.

## Liste der Bauwerke
| Bezeichnung          | Beschreibung                  | Standort | Kennzeichnung | Schutzstatus | Datum | Bild           |
| -------------------- | ----------------------------- | -------- | ------------- | ------------ | ----- | -------------- |
| Kirche Ste-Élisabeth | Erbaut ab dem 16. Jahrhundert | (Lage)   | PA00107763    | Inscrit      | 1984  | weitere Bilder |